# فونت‌های نوتو

Specimen of Noto Serif

فونت‌های نوتو (به انگلیسی: Noto Fonts) فونت‌هایی از خانواده فونت‌های گوگل هستند که با هدف پشتیبانی از تمام زبان‌های دنیا و در واقع تمام نویسههای یونی‌کد و به کمک متخصصان و گویندگان بومی هر زبان طراحی شده‌اند. کوشش شده‌است که فونت‌های نوتو زیبایی بصری متناسب با رسم‌الخط هر زبانی را فراهم کند. این فونت‌ها تحت مجوز SIL Open Font License می‌باشند.

## ریشه‌یابی کلمه نوتو
زمانی که یک متن توسط رایانه رندر می‌شود، گاهی کاراکترهایی در متن قرار دارند که به‌دلیل نبود فونتی که از آن‌ها پشتیبانی کند، نمی‌توانند نمایش داده شوند. در چنین حالتی، مستطیل‌های کوچکی به‌جای آن کاراکترها نشان داده می‌شود. به‌طور عامیانه به این مستطیل‌ها "توفو (به انگلیسی: tufo)" گفته می‌شود. نوتو برداشته شده از ابتدای جمله no tufo، به معنای "بدون توفو" می‌باشد.

Specimen of Noto Sans

## در فارسی
تا کنون چهار عدد از فونت‌های این خانواده بزرگ فونتی متناسب خط فارسی - عربی هستند و به‌طور کامل و با زیبایی منحصر به فردی رسم‌الخط را نمایش می‌دهند.
- Noto Kufi Arabic

- Noto Naskh Arabic

- Noto Nastaliq Urdu

- Noto Sans Arabic

Noto Kufi Arabic Regular

Noto Naskh Arabic Regular

Noto Nastaliq Urdu

Noto Sans Arabic Regular

البته فونت «نوتو نسخ عربیک» برای متون فارسی بسیار کارا، قدرتمند و زیباست. به نظر می‌رسد این فونت اصلاح شده فونت «Droid Arabic Naskh» باشد که در سیستم عامل اندروید استفاده می‌شود.